# Dan Bucșa
Dan Mihai Bucșă (n. 23 iunie 1988, Dej, România) este un fotbalist român liber de contract, care joacă pe post de mijlocaș.